# Peter Uhlig (Badminton)
Peter Uhlig (* 1. Februar 1938) ist ein deutscher Badmintonspieler.

## Karriere
Peter Uhlig spielte über ein Jahrzehnt lang in der höchsten Badminton-Spielklasse der DDR. 1976 erreichte er zum Ende seiner leistungssportlichen Karriere dabei seinen größten Erfolg, als er mit der SG Gittersee Bronze erkämpfen konnte. Bereits 1970 hatte er Silber bei den DDR-Studentenmannschaftsmeisterschaften gewonnen. 1971 belegte er Rang drei beim Silbernen Federball.

## Sportliche Erfolge
| Saison    | Veranstaltung                         | Disziplin         | Platz | Name |
| --------- | ------------------------------------- | ----------------- | ----- | --- |
| 1969/1970 | DDR-Studentenmannschaftsmeisterschaft | Mannschaft Herren | 2     | TU Dresden (Claus Stegner, Peter Uhlig, Siegfried Kirmse, Ralf Triebel, Klaus Schwebke)                                                 |
| 1971/1972 | Silberner Federball                   | Herrendoppel      | 3     | Harald Richter / Peter Uhlig (Wismut Karl-Marx-Stadt / SG Gittersee)                                                                    |
| 1973/1974 | DDR-Seniorenmeisterschaft AK I        | Herreneinzel      | 1     | Peter Uhlig (SG Gittersee) |
| 1973/1974 | DDR-Seniorenmeisterschaft AK I        | Mixed             | 2     | Peter Uhlig / Karin Kattner (SG Gittersee)                                                                                              |
| 1974/1975 | DDR-Seniorenmeisterschaft AK I        | Mixed             | 3     | Peter Uhlig / Christa Brunner (SG Gittersee / Lok Gera)                                                                                 |
| 1974/1975 | DDR-Seniorenmeisterschaft AK I        | Herreneinzel      | 1     | Peter Uhlig (SG Gittersee) |
| 1975/1976 | DDR-Mannschaftsmeisterschaft          | Mannschaft        | 3     | SG Gittersee (Claus Cassens, Peter Uhlig, Klaus Renner, Dieter Krompaß, Bernd Behrens, Jutta Behrens, Monika Cassens, Angelika Neubert) |
| 1975/1976 | Silberner Federball                   | Herrendoppel      | 3     | Bernd Behrens / Peter Uhlig (SG Gittersee)                                                                                              |
| 1975/1976 | DDR-Seniorenmeisterschaft AK I        | Herreneinzel      | 1     | Peter Uhlig (SG Gittersee) |
| 1976/1977 | DDR-Seniorenmeisterschaft AK I        | Herrendoppel      | 3     | Peter Uhlig / Eckbert Buchheim (Lok HfV Dresden)                                                                                        |
| 1977/1978 | DDR-Seniorenmeisterschaft AK I        | Herrendoppel      | 5     | Peter Uhlig / Eckbert Buchheim (Lok HfV Dresden)                                                                                        |
| 2007/2008 | Deutsche Einzelmeisterschaft O65      | Herreneinzel      | 3     | Peter Uhlig (Radebeuler BV) |
| 2008/2009 | Deutsche Einzelmeisterschaft O70      | Mixed             | 3     | Peter Uhlig / Lieselotte Grunwald (Radebeuler BV / TK Berenbostel)                                                                      |
| 2008/2009 | Deutsche Einzelmeisterschaft O70      | Herreneinzel      | 3     | Peter Uhlig (Radebeuler BV) |
| 2009/2010 | Deutsche Einzelmeisterschaft O70      | Herrendoppel      | 2     | Walter Kapferer / Peter Uhlig (SG Meerane 02 / Radebeuler BV)                                                                           |
| 2009/2010 | Deutsche Einzelmeisterschaft O70      | Mixed             | 3     | Peter Uhlig / Lieselotte Grunwald |